# El Paraíso, Angel R. Cabada
El Paraíso är en ort i Mexiko.   Den ligger i kommunen Angel R. Cabada och delstaten Veracruz, i den sydöstra delen av landet, 400 km öster om huvudstaden Mexico City. El Paraíso ligger 28 meter över havet och antalet invånare är 360.
Terrängen runt El Paraíso är platt. Runt El Paraíso är det ganska tätbefolkat, med 96 invånare per kvadratkilometer. Närmaste större samhälle är Angel R. Cabadas, 4,1 km söder om El Paraíso. Omgivningarna runt El Paraíso är en mosaik av jordbruksmark och naturlig växtlighet.